# جفرسون (شهرستان گرین، ویسکانسین)
جفرسون (به انگلیسی: Jefferson) یک منطقهٔ مسکونی در ایالات متحده آمریکا است که در شهرستان گرین، ویسکانسین واقع شده‌است. جفرسون ۱۰۰٫۴ کیلومتر مربع مساحت و ۱٬۲۱۲ نفر جمعیت دارد و ۳۰۴ متر بالاتر از سطح دریا واقع شده‌است.